# Saraceni

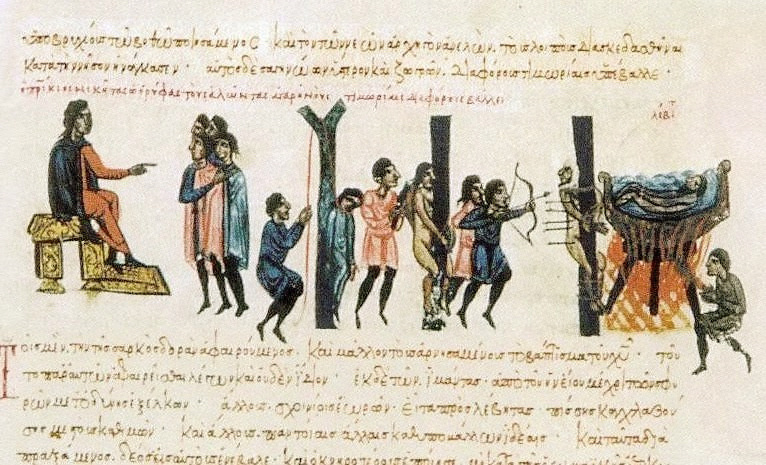
Bizantyjska ilustracja z XII-wiecznej kroniki przedstawiająca rzeź Saracenów pojmanych na Krecie podczas wojny bizantyjsko-arabskiej

Saraceni (gr. Σαρακηνοí, Sarakēnoí, arab. ‏شرقيين‎ szarkijjin, „ludzie ze wschodu”) – koczownicze plemiona arabskie, żyjące w północno-zachodniej Arabii i na półwyspie Synaj. W średniowieczu określenie Saraceni obejmowało wszystkich Arabów (później także wszystkich wyznawców islamu), zwłaszcza:
- tych, którzy walczyli z krzyżowcami[2];
- piratów muzułmańskich pływających po Morzu Śródziemnym, napadających na wybrzeża włoskie i francuskie.

Potomkami osiedlonych na Krecie Saracenów są Abadioci. 

## Najazdy Saracenów naEuropę
Karol Młot zwyciężył ich w bitwie pod Poitiers w 732 roku. Saraceni opanowali w 827 roku Sycylię i Sardynię, a następnie usadowili się w południowej części Półwyspu Apenińskiego, skąd dokonywali wypadów na środkową Italię i śródziemnomorskie frankońskie wybrzeża Langwedocji i Prowansji.